# 多重知能理論
多重知能理論（たじゅうちのうりろん）は、米国ハーバード大学大学院教育研究科の心理発達科学者であるハワード・ガードナーによって1983年に提唱された、人間の知能を8つに分けた考え方である。ガードナーは、脳に外傷を負った患者を研究し、彼らの学習能力上の違いを発見するに至り、この理論を提唱した。ガードナーは知能の寄与をかように細かく分割したが、自分の理論は人々をいくらか知能の型に限定して当てはめて用いられるべきではなく、どの人も固有の知能の組み合わせパターンを持っているのだと強調している。この意味で多重知能理論は実際には複合知能理論である。

## 中国語圏での広まり
多重知能理論は1990年代に東南アジアで急速に浮上した。最初は台湾で起こり、その後香港教育部門は関連する理論を積極的に参照して、多くの幼稚園や小学校一年次で多重知能教育を推進している。今日までに中国語圏では既に多重知能理論を以て中核となす教育組織や教育従事者が有り、幼稚園、小学校、中等教育学校、大学などの学齢期の学生や教師、保護者の為に、テストによる評価やカリキュラムキャンプ、教育カウンセリング、教員研修等の教育改善の方法を提供してきた。
台湾は現在、教育の各段階で積極的に多重知能を教育の基礎として取り組んでいるが、まだ顕著な成果は見られていない。12年間の義務教育が推進され、生徒は競技会に参加したりサービスラーニング（服務学習）に従事することが奨励されているが、進学制度は依然として従来の科目に限定され、学習過程において多重知能の分野について深く探求する術はなく、学校が用意した課程は極僅かである。いわゆる多重知能は、社会の為に多様な能力を持つ人才が存在すべきというものであって、各個人が多様な能力を培わなければならないという企図ではない。

## 教育
伝統的に、学校はずっと論理的な数学と言語（主に読み書き）の学生の発達を強調してきた。伝統的なIQ知能テストもまた論理数学、言語、および空間知能のみをカバーしている。しかし、これは人間の知能の全てではなく、学校の試験やIQ知能テストのような評価方法では、知能の約20 - 30 %しか評価できていないとされている。異なる人々は異なる知能の組み合わせを持ち得る。 例えば、建築家や彫刻家は空間感覚（空間知能）が強く、アスリートやバレエダンサーは身体能力（身体運動感覚知能）が強く、パブリック・リレーションズ（PR、英: Public relations）は対人知能が強く、作家は内省知能が強い。
ガードナーの理論によれば、学校は生徒の各方面の知性を発達させると同時に、各生徒は皆或方面に特別突出した知能を持っている事に留意せなばならない。そしてその生徒が他の方面で追いつかない場合は、それで学生を罰するのではなく、生徒が長所から学ぶよう指導すべきである。
1. 言語（Verbal/Linguistic）
2. 数理・論理（Logical/Mathematical）
3. 空間（Visual/Spatial）
4. 身体運動感覚（Bodily/Kinesthetic）
5. 音楽（Musical/Rhythmic）
6. 人間関係（Inter-personal/Social）
7. 內省 (Intra-personal/Introspective)
8. 自然（Naturalist，ガードナーが1999年に補充）

この8つの範疇の内容は以下の通り：
言語知能
口頭言語運用と作文の能力を含み、統語論、音韻論、意味論、語用論を組み合わせ自在に運用する。この種の人々は学習時に言葉や文字で以て考え、言葉遊び、読書、討論、作文を好む。
数学的論理知能
数字に関連する仕事に従事する人々は特にこの種の数字と推論を有効に運用する知能を必要とする。学習時推論に頼って考え、質問をしたり、実験を行う事で答えを探求したり、物事の法則や論理的な順序を見つけたりする事を好み、科学の新しい発展に興味を持つ。他人の言葉や行動でさえ論理的な欠陥を探すのに適した場所になっており、測定、分類、分析され得る事物を受け入れ易い。
空間知能
空間知能が強い人々は、色彩、線、形状、形式、空間及びそれらの間の関係に非常に敏感であり、視覚空間を正確に知覚でき知覚したものを表現できる。この種の人々は学習時に印象と画像で以て考える。
空間知能は画像的空間知能と抽象的空間知能の2種類の能力に分けられる。画像的空間知能は画家で秀でる。抽象的空間知能は幾何学屋で秀でる。建築家は両者共に優れる。
運動感覚知能
全身を使って考えや感情を表現するのが得意であり、両手で器用に物を作ったり改造する能力。この種の人は、長時間じっと座っているのが難しく、手で物を作るのが好きで、屋外活動を好み、人と話すときにジェスチャーや他のボディーランゲージをよく使う。彼らは学習時に身体感覚を通じて考える。
音楽知能
音楽的知能の高い人は、音楽を察知し、識別し、変化させ、表現することができ、リズム、トーン、メロディー、音色に敏感である。学習時にはリズムメロディーを通して考える。
対人知能
この種の人々は、人の表情や声、動きに対し敏感で、他人の情緒や意向、動機、感じ方を察して区別できる。彼らは団体活動に参加する事を好み、他人を助けたりやり方を教えたりする事を進んで行い、群衆の中だと快適に感じる。そして通常、団体の中の指導者であり、他の人のフィードバックに依って考える。例：カーネギー、ブラックヤングドラゴン、ルーズベルト。
内省知能
内省知能が強い人々は、自分自身をよく理解し、自分に内在する情緒、意向、動機、気性、欲求を意識でき、そこで、自ら律し、自らを知り、自らを尊ぶ能力も意識できる。様々なフィードバックからの自らの優劣を理解でき、自らの人生の目標を常に冷静に思い描き、独り居る事を愛し、自我に深く入り込む事で考える。
内省知能は事象レベルと価値レベルの2つの階層に分けられる。事象レベルは事象の成敗に対する総括を指す內省知能であり、価値レベルは事象の成敗と価値観との関係から自己審査する內省知能である。
自然知能
植物や動物、その他の自然環境（雲や石など）を認識する能力。自然知能の強い人々は、狩猟、農業、生物科学上の態度が突出している。
自然知能は当然一歩一歩帰結していく事で探索する知能であり、社会に対する探索と自然に対する探索2つの側面を含む。

### 文献
- 張湘君、葛琦霞 編著，（2001），“多元智能輕鬆教─九年一貫課程統整大放送”，天衛文化，台北市，台灣。
- Burke, Kay. (1999), "The Mindful School: How to Assess Authentic Learning", (3rd ed.), SkyLight Training and Publishing, USA. ISBN 1-57517-151-1

## 参照
- 情緒智商
- 有關腦部創傷病人的智能研究成果，請參見奧利佛·薩克斯。